# بارلبن
بارلبن (به آلمانی: Barleben) یک منطقهٔ مسکونی در آلمان است که در Börde واقع شده‌است. بارلبن ۹٬۲۶۷ نفر جمعیت دارد.